# Oropo
Oropo (em grego: Ωρωπός; romaniz.: Oropós), é uma pequena cidade e município situado na Ática Oriental, na Grécia.
Estende-se entre as montanhas Parnete e o golfo meridional da Eubeia, do lado oposto à Erétria (na ilha da Eubeia). A cidade de Oropo, sede do município, situa-se às margens do rio Asopo, a quatro quilômetros ao sul da costa. Situa-se a quatro quilômetros a sudoeste de Néa Palátia e a 36 quilômetros a norte de Atenas. A comunidade de Oropo consiste da cidade de mesmo nome das vilas vizinhas de Cámpos e Platánia.

## Município
O município atual de Oropo foi formado pela reforma governamental local de 2011, após a fusão de nove municípios antigos que se tornaram unidades municipais (as comunidades que as constituem estão entre parênteses):
- Afidnes
- Avlonas
- Cálamos
- Capandríti
- Malacása
- Markopoulo Oropou
- Oropioi (Néa Palátia, Skala Oropou e Oropo)
- Polidéndri
- Sicámino

## História

O santuário do oráculo de Anfiarau em Oropo situa-se a leste de Delfos e a nordeste de Atenas.

Oropo foi fundada por colonos de Erétria; ainda se debate se ela se localizava nas proximidades da antiga Greia ou se era a mesma cidade. Em tempos antigos era uma cidade fronteiriça entre a Beócia e a Ática, e seu domínio foi uma fonte contínua de disputas entre os dois estados; porém finalmente acabou sendo conquistada por Atenas, e continuou sendo uma cidade ática, até mesmo durante o domínio do Império Romano. O seu porto, que era conhecido como Delfínio, situava-se na foz do rio Asopo, a cerca de 1,6 quilômetros da cidade.
O célebre oráculo de Anfiarau situava-se no território de Oropo, a doze estádios da cidade. O sítio arqueológico foi escavado pela Sociedade Arqueológica Grega; continha um templo, uma fonte sagrada (na qual os fiéis arremessavam moedas), altares e pórticos, e um pequeno anfiteatro, do qual resta o proscênio. Os frequentadores do oráculo costumavam consultá-lo dormindo sobre a pele de um carneiro que havia sido sacrificado dentro do edifício sagrado.

## População

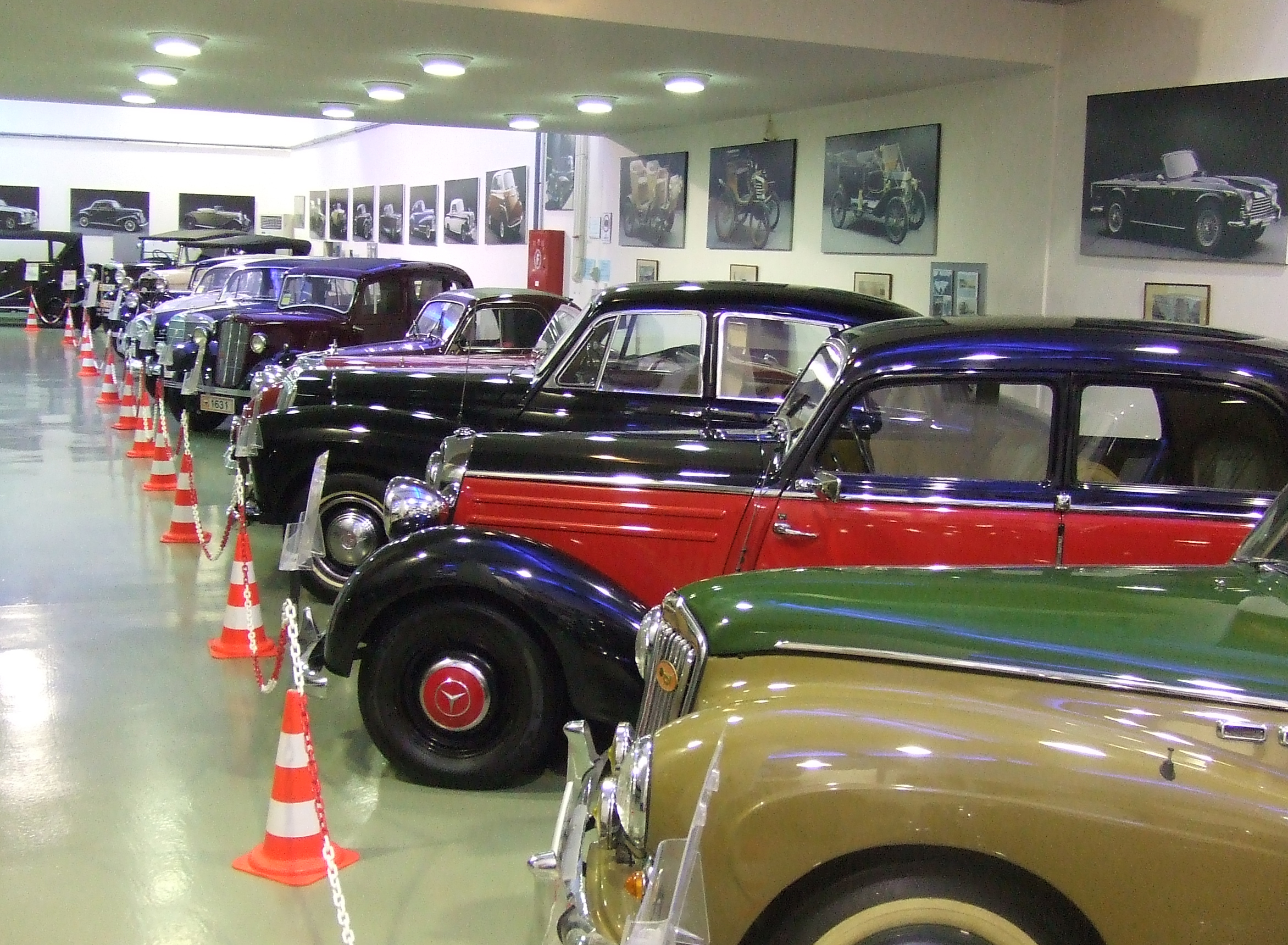
Museu automobilístico "O Phaeton".

| Ano  | Cidade | Comunidade | Município |
| ---- | ------ | ---------- | --------- |
| 1981 | 672    | -          | -         |
| 1991 | 784    | 924        | -         |
| 2001 | 860    | 1,252      | -         |
| 2011 | 1,111  | 1,504      | 33,769    |